# Märta Bohm
Märta Helena Bohm, ogift Jansson, född 16 juni 1910 i Uddevalla i dåvarande Göteborgs och Bohus län, död 8 augusti 2003 i Adolf Fredriks församling, Stockholm, var en svensk konstnär.
Hon var dotter till byggmästare August Jansson och Hilma Elisabet, ogift Svensson. Märta Bohm utbildade sig vid Valands målarskola i Göteborg, Grafiska Institutet och Konstakademien i Stockholm. Hon gjorde illustrationer till bokomslag på uppdrag av olika förlag. Då maken, som tjänstgjorde vid utrikesdepartementet, företog resor till utlandet var hon hans följeslagare och inspirerades där till att göra skisser som senare kom till användning i hennes konstnärskap. Sin första separatutställning hade hon så sent som 1963 på Galleri Blanche i Stockholm. Hennes verk finns representerade vid Nationalmuseum i Stockholm, i Kung Gustav VI Adolfs samling samt hos Statens konstråd.
Märta Bohm var från 1934 gift med utrikesrådet Stellan Bohm (1913–1987). Tillsammans hade de sönerna Peter Bohm (1935–2005) och Christian Bohm (född 1946).